# Einar Liljedal
Einar Liljedal, norveški general, * 1882, † 1955.